# À l'ombre d'un été
Pour plus de détails, voir Fiche technique et Distribution.
À l'ombre d'un été est un film français de Jean-Louis van Belle sorti en 1976.

## Fiche technique
- Réalisation : Jean-Louis van Belle
- Scénario : Jean-Louis van Belle
- Date de sortie : 1976
- Durée : 88 minutes
- Directeur de la photographie : Jacques Renoir
- Musique : André Bénichou et Jean-Claude Oliver[1]

## Distribution
- Maurice Ronet : Claude Landot
- Josephine Chaplin : Anna Bellecour
- Charles Vanel : Jean Landot
- Marika Green : Catherine
- Patrick Laval : Jean-René
- Guy-Louis Duboucheron
- Catherine Allary
- Georgette Anys
- César Torres